# أجينيس دين
أجينيس دين (بالإنجليزية: Agyness Deyn)‏ وإسمها الحقيقي لاورا ميشيل هولينس (بالإنجليزية: Laura Michelle Hollins)‏ وهي عارضة أزياء وممثلة ومغنية إنكليزية بريطانية ولدت في يوم 16 فبراير 1983 في مانشستر الكبرى في إنكلترا في المملكة المتحدة.

## روابط خارجية
- أجينيس دين على موقع IMDb (الإنجليزية)
- أجينيس دين على موقع ألو سيني (الفرنسية)
- أجينيس دين على موقع أول موفي (الإنجليزية)
- أجينيس دين على موقع قاعدة بيانات الفيلم (الإنجليزية)
- أجينيس دين على موقع كينوبويسك (الروسية)
- أجينيس دين على موقع دليل عارضات الأزياء (الإنجليزية)